# Leirvíksfjørður
Koordinaten: 62° 13′ 0″ N, 6° 41′ 0″ W

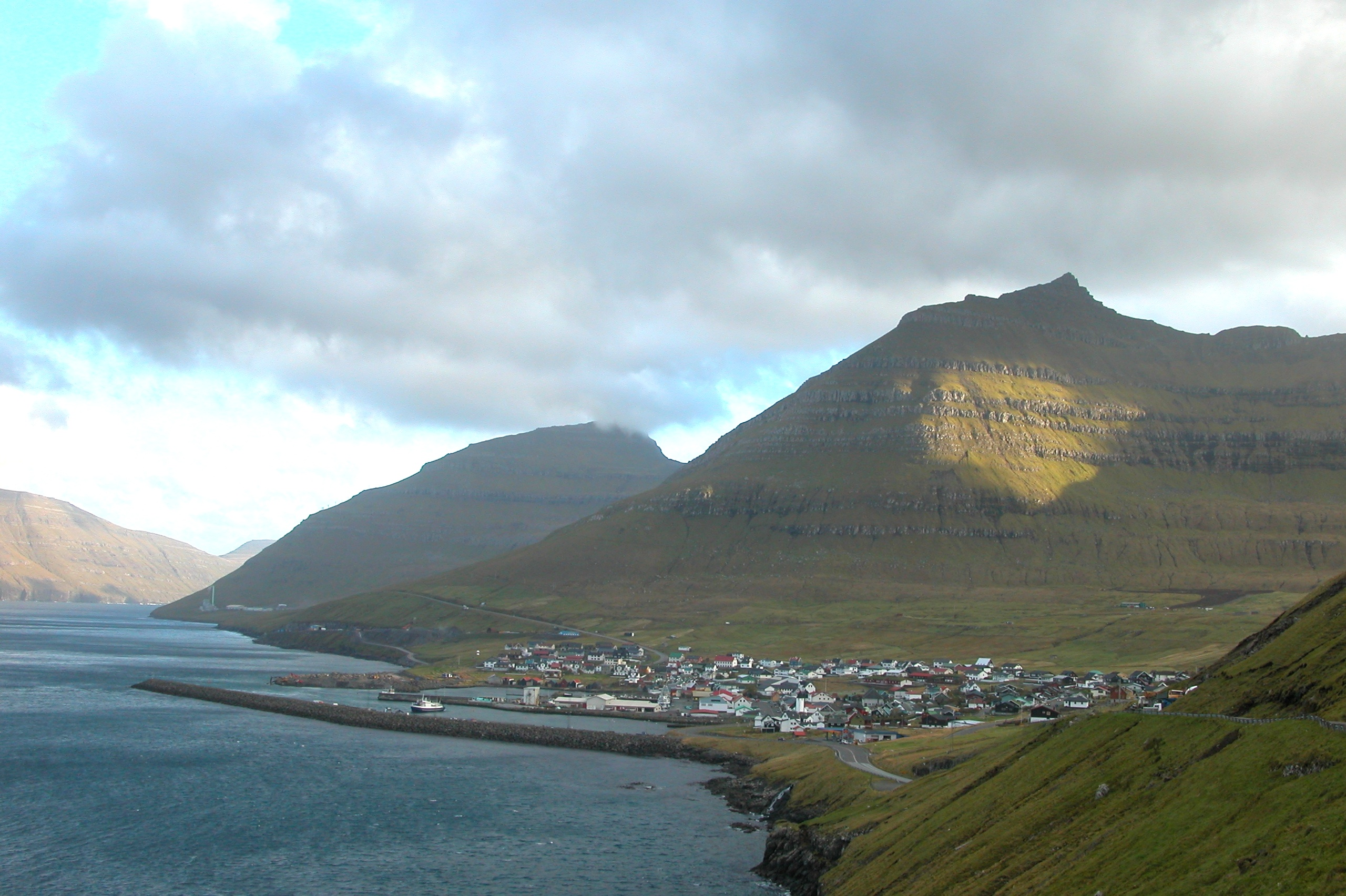
Der Leirvíksfjørður mit den Borðoy (links) und Leirvík auf Eysturoy (rechts).

Der Leirvíksfjørður [ˈlɔɹvʊiksˌfjøːɹʊɹ] (dänisch Lervig Fjord) ist eine Meerenge der Färöer zwischen den Inseln Eysturoy im Westen und Borðoy im Osten und Kalsoy im Norden.
Im Nordwesten mündet die Meerenge beim Fjord Fuglafjørður in die breite Meerenge Djúpini zwischen Eysturoy und Borðoy, im Nordosten in den Kalsoyarfjørður und im Süden in den offenen Nordatlantik.
Am Leirvíksfjørður liegt die Kleinstadt Leirvík, nach der er benannt ist, und die verlassene Ortschaft Blankskáli auf Kalsoy.
Eine Fähre von Strandfaraskip Landsins befuhr die Meerenge von Leirvík nach Klaksvík. Wegen des sehr hohen Verkehrsaufkommens dieser einzigen Verbindung vom Hauptland zu den Nordinseln wurde 2006 der 6 km lange Nordinselntunnel eröffnet, der den Leirvíksfjørður unter dem Meer quert.